# Plataiés
Plataiés (Plataies) är en ort i Grekland.   Den ligger i prefekturen Nomós Voiotías och regionen Grekiska fastlandet, i den sydöstra delen av landet, 50 km nordväst om huvudstaden Aten. Plataiés ligger 368 meter över havet och antalet invånare är 919.
Terrängen runt Plataiés är varierad.Runt Plataiés är det ganska glesbefolkat, med 32 invånare per kvadratkilometer. Närmaste större samhälle är Thívai, 13,2 km norr om Plataiés. == Kommentarer ==
1. ↑  Framräknat ur variansen i alla höjduppgifter (DEM 3") från Viewfinder Panoramas, inom 10 km radie.[2] Mer om algoritmen finns här: Användare:Lsjbot/Algoritmer.